# 飯能焼

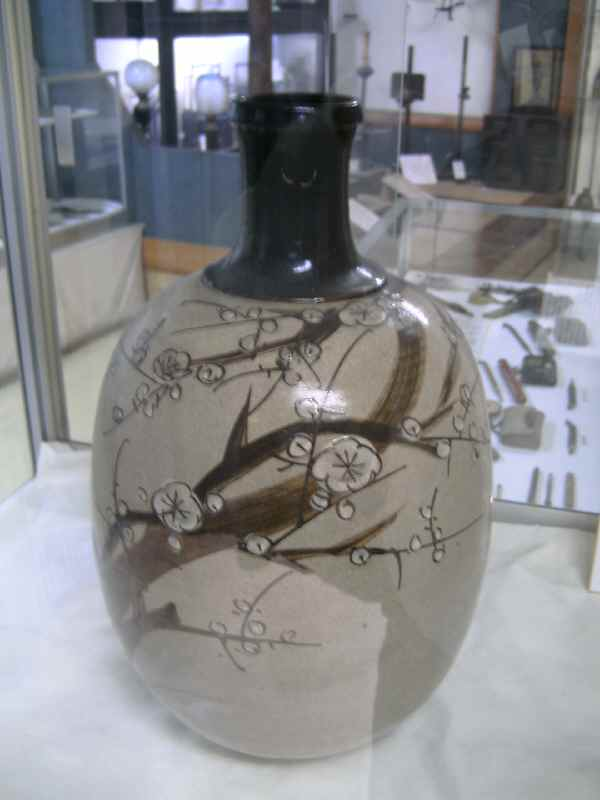
飯能焼梅文大徳利
（川越歴史博物館蔵）

飯能焼（はんのうやき）とは、かつて埼玉県飯能市で生産されていた陶器である。生産時期は、1832年（天保3年） - 1887年（明治20年）頃とされているが、正確な時代は調査中で判明していない。
現在一般の店では、明治期まで制作されていた飯能焼の復興を目指して、昭和50年頃から飯能市周辺で再び作成されたものが飯能焼として販売されている。
座標: 北緯35度51分21.0秒 東経139度19分10.5秒 / 北緯35.855833度 東経139.319583度

## 概要
1888年（明治21年）につくられた『大日本陶磁器窯元一覧』では、前頭四十四枚目に「武蔵飯能焼」が記載されている。耐火性の強い生活雑器が中心である。作風は、薄手の器で、絵柄を白絵土を絞って描かれている事を特徴とする。
近年、復興が図られ幾つかの窯が設立され、作品が販売されている。
矢颪村、白子村、真能寺村（現・飯能市）で矢颪窯・白子窯・原窯などと呼ばれていて窯跡が存在し、原窯の開窯以前に矢颪窯が存在したが、創業及び廃業時期は記録が無く不明である。発掘資料によると矢颪のイッチン描きの模様のタッチと原窯の初期のタッチが同一人物が書いたのでないかと思われる。
原窯は、『陶磁文献叢書』によると「飯能焼の起業は天保3年（1832年）3月5日、高麗郡飯能村の双木清吉が愛宕山の土で焼いた製品を東京方面に販売した。」とあり、天保年間に双木清吉・双木八右エ門が焼き始め、その後子の双木新平、は双木善七、そして最後の陶工双木佐七が1887年（明治20年）に廃窯し1953年（昭和28年）に没した。他に陶工は山本卯平となっているが、明治になり侍を辞め飯能で焼物の商いを始めたようで（山本家による）、絵付師には腰塚小四郎などがいた。現在、虎澤英雄、岸道生が飯能焼を復活させた。
1994年（平成6年）から原窯跡が飯能市教育委員会により発掘調査され、窯道具・遺物等が出て大分解明された。
飯能市八幡町（旧真能寺村）の原窯跡で近くの双木利夫があつめた飯能焼、およびその破片は「双木本家飯能焼コレクション」として飯能市の指定文化財に指定されている。